# Gonzalo Verón
Gonzalo Verón (Moreno, Buenos Aires, Argentina, 24 de diciembre de 1989) es un futbolista argentino. Juega como extremo y su equipo es Angostura Fútbol Club de la Primera División de Venezuela 

## Trayectoria

### Comienzos
Verón realizó inferiores en Arsenal de Sarandí y llegó a Sportivo Italiano de la mano de Víctor Molina a las inferiores del club.

### Sportivo Italiano
Hizo su debut en la máxima categoría en el Club Sportivo Italiano que en aquel momento se encontraba en la Primera B Metropolitana, tercera división del fútbol argentino en el año 2009. Era el 24 de mayo de 2009 y Gonzalo Verón hacía su debut frente a Tristán Suárez, Verón sería de la partida inicial y saldría restando diez minutos para la finalización del partido y en donde el encuentro terminaría empatado en 1. En ese año Italiano lograría el ascenso a la B Nacional, segunda división del fútbol argentino.
Hasta el 2012, con Italiano disputó un total de 66 encuentros y marcó 6 goles, estos fueron marcados en su última temporada con el club y sería uno de los mejores jugadores de la categoría, pero no pudo evitar que su equipo descendiera a la Primera C, cuarta división del fútbol argentino.

### San Lorenzo de Almagro
En 2012, y con Italiano recién descendido, dio un salto rotundo de calidad ya que el entrenador Ricardo Caruso Lombardi lo contrató para jugar en el Club Atlético San Lorenzo de Almagro de la Primera División de Argentina. San Lorenzo le compró a Sportivo Italiano el 90% de la ficha en 700.000 pesos y el azzurro se queda con un 10% restante por futuras ventas. Su debut en la reserva azulgrana se dio el 27 de agosto de 2012 frente a la reserva de River Plate con triunfo para el equipo de Verón por 2-0. Su debut oficial con la azulgrana se produjo el 8 de septiembre de 2012 frente a Colón el partido terminaría para San Lorenzo por 2-1. Aunque no adquirió mucha continuidad con el entrenador que lo trajo al club, con Juan Antonio Pizzi tuvo más oportunidades. En su primera temporada con el club disputó un total de 21 cotejos en donde marcó cinco goles.
Para comienzos del 2013, se convirtió en una de las piezas fundamentales del ataque junto con  Angel Correa, Héctor Villalba, Ignacio Piatti y Leandro Romagnoli.
El 16 de octubre de 2013 en la final de la Copa Argentina contra Arsenal, el delantero sufrió una rotura de ligamentos que lo mantuvo fuera de las canchas por casi siete meses. A pesar de su lesión llegó a jugar ocho partidos de los 19 del Torneo Inicial 2013, campeonato en el cual San Lorenzo de Almagro se consagraría campeón, además marcó un gol frente a Quilmes por la cuarta fecha de aquel campeonato.
Su regreso al campo de juego se produjo el 17 de julio de 2014 por la Copa Argentina y frente a Almirante Brown, el partido terminaría 2-0 para San Lorenzo.
Al recuperarse de su lesión ayudó a San Lorenzo a conseguir su primer título de Copa Libertadores al aparecer en los dos partidos de la final contra Nacional, que el Ciclón ganó por un marcador global de 2-1.
Para el Torneo Transición 2014, Verón disputó 15 partidos (13 como titular) y marcó 2 goles. El primero de eso goles fue el 28 de agosto, frente a Quilmes después de una asistencia de Héctor Villalba. Verón también estuvo presente como titular en el Mundial de Clubes de la FIFA tanto en las semifinales como en la final en donde, San Lorenzo cayó ante el Real Madrid por un margen de 2-0.

### New York Red Bull
El 4 de agosto de 2015 es transferido al New York Red Bull de la MLS por 2.2 millones de dólares. Cinco días más tarde, haría su debut en el club neoyorquino entrando desde el banco de suplentes, en la victoria 2-0 frente al New York City FC. El 15 de agosto marcó su primer gol para el club en la victoria por 3-0 frente al Toronto FC.
El ex San Lorenzo, apenas pudo arrancar como titular en 15 de sus 69 partidos jugados con Red Bulls (contando temporada regular y Playoffs), anotando 11 goles y registrando 9 asistencias en el proceso. 
Al término de la campaña 2017, New York Red Bulls declinó la opción de renovar contrato.

### Independiente
Luego de rescindir su contrato con New York Red Bulls, el jugador firma contrato con el Club Atlético Independiente por tres años y medio, de cara al 2018. Verón inició una demanda millonaria contra independiente (habiendo jugado 14 partidos) al sentirse despedido ya que el jugador había pagado parte de la rescisión de contrato con New York. Actualmente la millonaria demanda, tras la presentación de un recurso extraordinario por parte del club de Avellaneda, pasó a la Corte Suprema de Justicia (mayo de 2023).
Luego de un paso por el fútbol argentino, a mediados del 2020 firma por el Club Sol de América.

### Aucas
En junio de 2021 es presentado en Sociedad Deportiva Aucas de la Serie A de Ecuador.

### Universidad de San Martin de Porres
El 10 de febrero del 2022 es oficializado como nuevo jugador del Club Deportivo Universidad San Martin de Porres de la Liga 1 Perú. Increíblemente a 2 días de su fichaje, jugaría su primer partido oficial en la Liga 1 frente a Universitario de Deportes en el Estadio Monumental, partido que terminó 3 a 0 a favor de Universitario.

## Forma de juego
Es un jugador muy rápido y que se caracteriza por su potente aceleración al frente del ataque, los especialistas dicen que Gonzalo Verón tiene "una sexta velocidad". Su posición es de delantero, y puede hacerlo por todo el frente de ataque, así como también puede ser segundo delantero y delantero por afuera, también se destaca como mediocampista por ambas bandas. Era llamado "El Caniggia del ascenso", en honor al jugador Claudio Caniggia.

## Clubes
| Club                      | País           | Año       |
| ------------------------- | -------------- | --------- |
| Sportivo Italiano         | Argentina      | 2009-2012 |
| San Lorenzo               | Argentina      | 2012-2015 |
| New York Red Bulls        | Estados Unidos | 2015-2017 |
| Independiente             | Argentina      | 2018-2019 |
| Aldosivi                  | Argentina      | 2019-2020 |
| S. D. Aucas               | Ecuador        | 2021      |
| Universidad de San Martín | Perú           | 2022-2023 |
| Angostura Fútbol Club     | Venezuela      | 2024- Act |

### Estadísticas
Actualizado al último partido disputado el 15 de octubre de 2023.
| Equipo                            | Div.                | Temporada           | Liga     | Liga  | Copa Nacional | Copa Nacional | Copa Internacional | Copa Internacional | Total    | Total |
| Equipo                            | Div.                | Temporada           | Partidos | Goles | Partidos      | Goles         | Partidos           | Goles              | Partidos | Goles |
| --------------------------------- | ------------------- | ------------------- | -------- | ----- | ------------- | ------------- | ------------------ | ------------------ | -------- | ----- |
| Club Sportivo Italiano Argentina  | 3.ª                 | 2008-09             | 2        | 0     | -             | -             | -                  | -                  | 2        | 0     |
| Club Sportivo Italiano Argentina  | 3.ª                 | 2009-10             | 7        | 0     | -             | -             | -                  | -                  | 7        | 0     |
| Club Sportivo Italiano Argentina  | 3.ª                 | 2010-11             | 18       | 0     | -             | -             | -                  | -                  | 18       | 0     |
| Club Sportivo Italiano Argentina  | 3.ª                 | 2011-12             | 35       | 6     | 4             | 1             | -                  | -                  | 39       | 7     |
| Club Sportivo Italiano Argentina  | Total               | Total               | 62       | 6     | 4             | 1             | -                  | -                  | 66       | 7     |
| San Lorenzo Argentina             | 1.ª                 |                     |          |       |               |               |                    |                    |          |       |
| San Lorenzo Argentina             | 1.ª                 | 2012-13             | 21       | 5     | 4             | 0             | -                  | -                  | 25       | 5     |
| San Lorenzo Argentina             | 1.ª                 | 2013-14             | 8        | 1     | 1             | 0             | 5                  | 0                  | 14       | 1     |
| San Lorenzo Argentina             | 1.ª                 | 2014                | 15       | 2     | -             | -             | 2                  | 0                  | 17       | 2     |
| San Lorenzo Argentina             | 1.ª                 | 2015                | 8        | 0     | 1             | 1             | 2                  | 0                  | 11       | 1     |
| San Lorenzo Argentina             | Total               | Total               | 52       | 8     | 6             | 1             | 9                  | 0                  | 67       | 9     |
| New York Red Bulls Estados Unidos | 1.ª                 | 2015                | 13       | 1     | 4             | 0             | -                  | -                  | 17       | 1     |
| New York Red Bulls Estados Unidos | 1.ª                 | 2016                | 23       | 3     | 4             | 0             | 4                  | 0                  | 31       | 3     |
| New York Red Bulls Estados Unidos | 1.ª                 | 2017                | 24       | 6     | 8             | 2             | 2                  | 0                  | 34       | 8     |
| New York Red Bulls Estados Unidos | Total               | Total               | 60       | 10    | 16            | 2             | 6                  | 0                  | 82       | 12    |
| Independiente Argentina           | 1.ª                 | 2018                | 7        | 1     | -             | -             | 2                  | 0                  | 9        | 1     |
| Independiente Argentina           | 1.ª                 | 2018-19             | 7        | 0     | 1             | 0             | 1                  | 0                  | 9        | 0     |
| Independiente Argentina           | Total               | Total               | 14       | 1     | 1             | 0             | 3                  | 0                  | 18       | 1     |
| Aucas · Ecuador                   | 1.ª                 | 2021                | 14       | 2     | 0             | 0             | -                  | -                  | 14       | 2     |
| Aucas · Ecuador                   | Total               | Total               | 14       | 2     | 0             | 0             | -                  | -                  | 14       | 2     |
| Universidad San Martin · Perú     | 1.ª                 | 2022                | 30       | 2     | -             | -             | -                  | -                  | 30       | 2     |
| Universidad San Martin · Perú     | 2.ª                 | 2023                | 15       | 2     | -             | -             | -                  | -                  | 15       | 2     |
| Universidad San Martin · Perú     | Total               | Total               | 45       | 4     | 0             | 0             | 0                  | 0                  | 45       | 4     |
| Total en su carrera               | Total en su carrera | Total en su carrera | 247      | 31    | 27            | 4             | 18                 | 0                  | 292      | 35    |

## Palmarés

### Campeonatos nacionales
| Título                 | Club                   | País           | Año    |
| ---------------------- | ---------------------- | -------------- | ------ |
| Primera División       | San Lorenzo de Almagro | Argentina      | I-2013 |
| MLS Supporters' Shield | New York Red Bulls     | Estados Unidos | 2015   |

### Campeonatos internacionales
| Título                       | Club                   | Sede         | Año  |
| ---------------------------- | ---------------------- | ------------ | ---- |
| Copa Libertadores de América | San Lorenzo de Almagro | Buenos Aires | 2014 |
| Copa Suruga Bank             | Independiente          | Osaka        | 2018 |